# 豕喙國
豕喙國是《淮南子》所記海外三十六國之一，其民稱作豕喙民，位於岐舌國的東方，其人擁有像是豬一般的嘴。

## 文化
豕喙國出現於《鏡花緣》第二十七回，其中描述該國人民乃因前世時常撒謊，死後阿鼻地獄容留不下，冥官上了條陳，將歷來所有罪刑輕的說謊者轉世至此而成國，並給予一張豬嘴作為懲罰。